# مدی سدون
مِدی سَدون (فرانسوی: Medi Sadoun‎؛ زادهٔ ۸ ژوئیهٔ ۱۹۷۳) بازیگر اهل فرانسه است.
از فیلم‌ها یا برنامه‌های تلویزیونی که وی در آن نقش داشته‌است، می‌توان به کایرا، نیکی لارسون و عطر کوپید، عروسی‌های سریال، عروسی‌های سریال (بد) ۲ اشاره کرد.